# Kanton Reyrieux
Reyrieux is een voormalig kanton van het Franse departement Ain. Het kanton maakte deel uit van het arrondissement Bourg-en-Bresse. Het werd opgeheven bij decreet van 13 februari 2014, met uitwerking op 22 maart 2015.

## Gemeenten
Het kanton Reyrieux omvatte de volgende gemeenten:
- Ars-sur-Formans
- Civrieux
- Massieux
- Mionnay
- Misérieux
- Parcieux
- Rancé
- Reyrieux (hoofdplaats)
- Saint-André-de-Corcy
- Saint-Jean-de-Thurigneux
- Sainte-Euphémie
- Toussieux
- Tramoyes